# Konrad af Hohenstaufen
Konrad af Hohenstaufen (født ca. 1135, død 8. november 1195) var den første arvepfalzgreve. Hans forældre var Frederik 2. af Schwaben (1090–1147), hertug af Schwaben, og dennes anden hustru Agnes af Saarbrücken, datter af Frederik af Saarbrücken. Den unge Konrad, som kun var halvbror til kejser Frederik Barbarossa, modtog familiens besiddelser ved Franken og Rhinlandet, særligt de der var af hans mors afstamning. Senere i livet var han en af Barbarossas søn, kejser Henrik 6.'s vigtigste støtter.